# 阿索沃瑞·皮尼甘渣纳潘
阿索沃瑞·皮尼甘渣纳潘（羅馬化：Asavarid Pinitkanjanapun，小名Heng，1997年7月23日—），汉名陈逸川，泰国男演员。代表影视作品有《粉红理论》、《非你默属》。